# NGC 1108
NGC 1108 (również PGC 10633) – galaktyka eliptyczna (E-S0), znajdująca się w gwiazdozbiorze Erydanu. Odkrył ją Lewis A. Swift 31 października 1886 roku.